# Genotip

El genotip és representat en cadascun del seus trets en un quadre d'encreuament genètic, que mostra els genotips de dos progenitors heterozigots (Bb) per a un mateix caràcter. Els descendents tenen diferents genotips en funció de l'assignació al·lèlica per aquell genotip.

En genètica, el genotip és la dotació de gens o al·lels que presenta una espècie o un individu concret. Normalment, els al·lels es troben de forma diploide, però en el cas de conjunts de gens monoploides s'anomena haplotip, els procariotes i alguns orgànuls cel·lulars tenen aquesta característica. Així doncs, en un sentit ampli, el genotip és el conjunt de gens que disposa un organisme viu o virus. Particularment, hom pot considerar-lo el conjunt d'al·lels per a un determinat gen. Per exemple, un bacteri té diversos gens en la seva dotació gènica, cadascun amb diferents funcions i hom pot anomenar aquest conjunt genotip. D'altra banda, si analitzem un sol d'aquests gens, amb la mateixa funció en tots els individus de l'espècie, aquest pot presentar diferents dotacions per a un mateix gen, que en aquest cas també s'anomena genotip.
Aquest concepte està íntimament relacionat amb el concepte fenotip, ja que en general el genotip d'un individu determina l'expressió d'un determinat caràcter. És a dir, que el genotip és quelcom imperceptible a simple vista, mentre que el fenotip és quelcom perceptible sense necessitat de cap anàlisi genètica. L'expressió del genotip ve determinat, a més de per la càrrega genètica, per l'ambient i el comportament dels éssers vius. Per exemple, el color dels cabells d'una persona pot ser canviat pel sol o per tints de cabell.
Està ben establert que el genotip té el seu suport físic en els àcids nucleics (l'ADN i més rarament en l'ARN en alguns virus), subsegüentment el fenotip és l'expressió d'aquest gen en un individu, en concret, la seva "manifestació". El genotip i el fenotip no sempre es troben correlacionats directament. Alguns gens sols expressen un mateix fenotip sota certes condicions ambientals (p. ex.: El color de pell varia segons la irradiància solar). Inversament, alguns fenotips poden ser el resultat de diverses combinacions de gens. La distinció entre genotip i fenotip es constata sovint en estudiar els patrons familiars per a certes malalties o condicions hereditàries, per exemple l'hemofília. Algunes persones que no són hemofíliques poden tenir fills amb la síndrome, perquè algun o tots dos progenitors "portaven" els gens de l'hemofília al seu genotip, encara que aquests no s'expressaven. En aquest cas, els pares s'anomenen portadors. La gent sana que no és portadora i la gent sana que és portadora del gen de l'hemofília tenen la mateixa aparença externa (és a dir, no tenen la malaltia) i, per tant, es diu que tenen el mateix fenotip. Tanmateix, els portadors tenen el gen i la resta de la gent no (tenen diferents genotips).

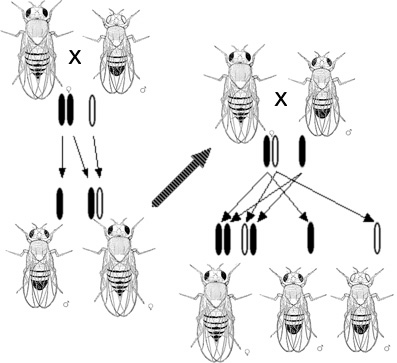
Milers de Drosophila melanogaster foren utilitzades en experiments per a descriure l'herència dels genomes cromosòmics.

## Origen del terme
El terme fou encunyat per Mendel a mitjans del segle xix; oblidat per la comunitat científica durant dècades, fou recuperat per Hugo de Vries i Carl Correns el 1900. L'experiment de Hershey i Chase demostrà que l'ADN era el suport físic del genotip; William Bateson n'havia popularitzat l'ús, el qual havia creat Wilhelm Johannsen en la seva obra Om arvelighed i samfund og i rene linier (Sobre l'herència en les comunitats de línies pures). Actualment, el terme s'empra en l'àmbit acadèmic i de la investigació. Thomas Hunt Morgan estudià el lligament que existia entre gens sobre el mateix cromosoma, estructura genètica que lligava els caràcters. Realitzà les primeres "cartografies" cromosòmiques i James Watson i Francis Crick, en descriure l'estructura molecular de l'ADN, obriren les portes a la seqüenciació d'ADN. A aquesta, fou possible aplicar-hi tècniques de seqüenciació ràpides gràcies a les aportacions de Kary Mullis, amb el desenvolupament de la PCR. L'interès científic hi fou molt fort i el projecte genoma humà, liderat per Craig Venter, es formà amb l'objectiu de seqüenciar totalment el genoma humà i d'altres criatures, entre aquestes els virus, bacteris, altres vertebrats...